# Asparuh Peak
Asparuh Peak är en bergstopp i Antarktis. Den ligger i Sydshetlandsöarna. Argentina, Chile och Storbritannien gör anspråk på området. Toppen på Asparuh Peak är 760 meter över havet.
Terrängen runt Asparuh Peak är kuperad åt nordväst, men åt sydost är den bergig. Trakten är glest befolkad. Närmaste befolkade plats är St. Kliment Ohridski Base, 10,3 kilometer väster om Asparuh Peak. 